# Forza Bastia
Pour plus de détails, voir Fiche technique et Distribution.
Forza Bastia 78, ou L’Île en fête, est un court métrage documentaire français réalisé par Jacques Tati et Sophie Tatischeff en 1978.

## Historique
C'est à la demande de Gilbert Trigano, président du club bastiais de football, que Jacques Tati, passionné depuis toujours de sport, réalise ce documentaire autour d'un événement de taille : en effet, le 28 avril 1978, l'équipe locale est opposée au PSV Eindhoven sur le terrain de Furiani, à l'occasion du match aller de la finale de la coupe d'Europe de football de l'UEFA.
C'est Sophie Tatischeff, fille de Jacques Tati, monteuse et elle-même réalisatrice, qui assurera le montage des rushes jamais exploités jusqu'alors. Ils ont été redécouverts des années plus tard dans la cave de Sophie Tatischeff. Le film demeure sous forme de rushes jusqu’en 2000. C’est grâce à Jean-Pierre Mattei, directeur de la cinémathèque régionale de Corse, que le film a pu être monté et présenté lors de l'inauguration de la cinémathèque le 17 juin 2000,, puis à la télévision, le 24 septembre 2000 sur France 3 Corse et le 1er juin 2002 sur Arte,.
En 2007, le magazine sportif So Foot édite le film en DVD.

## Fiche technique
- Film couleur
- Réalisation : Jacques Tati, Sophie Tatischeff
- Assistant : Philippe Porruncini
- Photographie : Yves Agostini, Henri Clairon, Alain Pillet
- Son : Patrice Noïa, Henri Roux
- Bruitages : Nicolas Becker
- Montage : Florence Bon
- Assistante montage : Rodolphe Molla, Patricia Corre
- Production : Pierre Tatischeff   Post Production: Specta-Films, Cepec
- Durée : 26 minutes